# افویلر
افویلر (به فرانسوی: Offwiller) یک کمون در فرانسه با جمعیت ۸۴۸ نفر است که در Canton of Niederbronn-les-Bains واقع شده‌است.